# 2014年溫布頓網球錦標賽男子單打決賽
2014年溫布頓網球錦標賽男子單打比賽決賽，是2014年溫布頓網球錦標賽男子單打比賽的最後一場比賽，也是2014年溫布頓網球錦標賽壓軸大賽。比賽在2014年7月6日，倫敦時間星期日於全英草地網球和門球俱樂部舉行。本場比賽也是諾瓦克·喬科維奇和羅傑·費德勒職業生涯第35次交手，整場比賽耗時3小時56分鐘，最終喬科維奇以6-7（7-9）、6-4、7-6（7-4）、5-7、6-4，總比分3比2擊敗費德勒。贏得職業生涯第二座溫布頓冠軍，憑藉此次奪冠，喬科維奇也取代拉斐爾·納達爾，自2013年10月之後重返世界第一。

## 背景
本場比賽在該年度溫布頓錦標賽的第13個比賽日進行。由於過去兩年喬科維奇在溫布頓表現穩定且優異，因此他取代時任世界第一拉斐爾·納達爾成為本次溫布頓錦標賽的一號種子球員。而費德勒則位列賽會四號種子，兩人分別被分在上半區和下半區，因此得以在決賽交手。
但兩人的晉級之路不盡相同，喬科維奇晉級之路遭遇較多挑戰，第二輪面對捷克球員拉德克·斯泰潘內克，第四盤以搶七獲勝；八強對陣克羅地亞球員馬林·契利奇，打出一場五盤大戰；四強以四盤比分淘汰保加利亞球員格里戈爾·季米特洛夫，最終得以打進決賽。而費德勒的晉級過程相對輕鬆，決賽之前僅在八強階段對陣斯坦·瓦林卡的比賽中丟掉一盤，其餘的比賽均直落三盤擊敗對手晉級。
本場決賽也是喬科維奇四年之內三次打進溫布頓錦標賽的決賽，前兩次他獲得一冠一亞。從2012年澳洲網球公開賽開始，喬科維奇共七次打入大滿貫單打決賽，只贏得了2012年的澳網和2013年的澳網冠軍。此次再次打入溫布頓決賽，喬科維奇希望能贏得職業生涯第二座溫布頓的冠軍，他表示：「過往輸掉3場或4場大滿貫決賽(實際為5場)之後，再次打入大滿貫決賽讓我動力十足，在精神層面上也意味著很多。」
費德勒則是繼2012年溫布頓網球錦標賽之後，再次打入大滿貫賽事決賽。當外界再次問到他能否再奪大滿貫冠軍時，費德勒表示：「我很高興我能強勢重返溫布頓的決賽，去年我出局太早，這讓我感到沮喪。我很高興今年能以健康之軀參與比賽。」打入溫布頓決賽之後，外界都看好他能贏得職業生涯第80座冠軍，以及第18座大滿貫冠軍，從而以8座溫布頓冠軍，成為網球史上奪得最多溫布頓單打冠軍的球員。
因此本場決賽，無論誰贏得都對雙方有非凡的意義。所以兩人都拿出最佳的狀態應戰，比賽過程也非常精彩，成為了近幾年來質量最高的一場大滿貫決賽之一。

## 比賽

### 比賽過程
喬科維奇贏得了擲幣優先挑邊權，因此他選擇率先發球。首盤比賽兩人在自己的發球局中表現強勢，都不給對手破發的機會。兩人將比賽拖進搶7決勝，最終費德勒以小分9-7贏下第一盤。在搶7的過程中，費德勒率先獲得迷你破發(Mini Break)，但喬科維奇隨後取得回破，雙方將比分拖進7-7，最終喬科維奇在擊球中回球出界，費德勒贏下第一盤拔得頭籌。

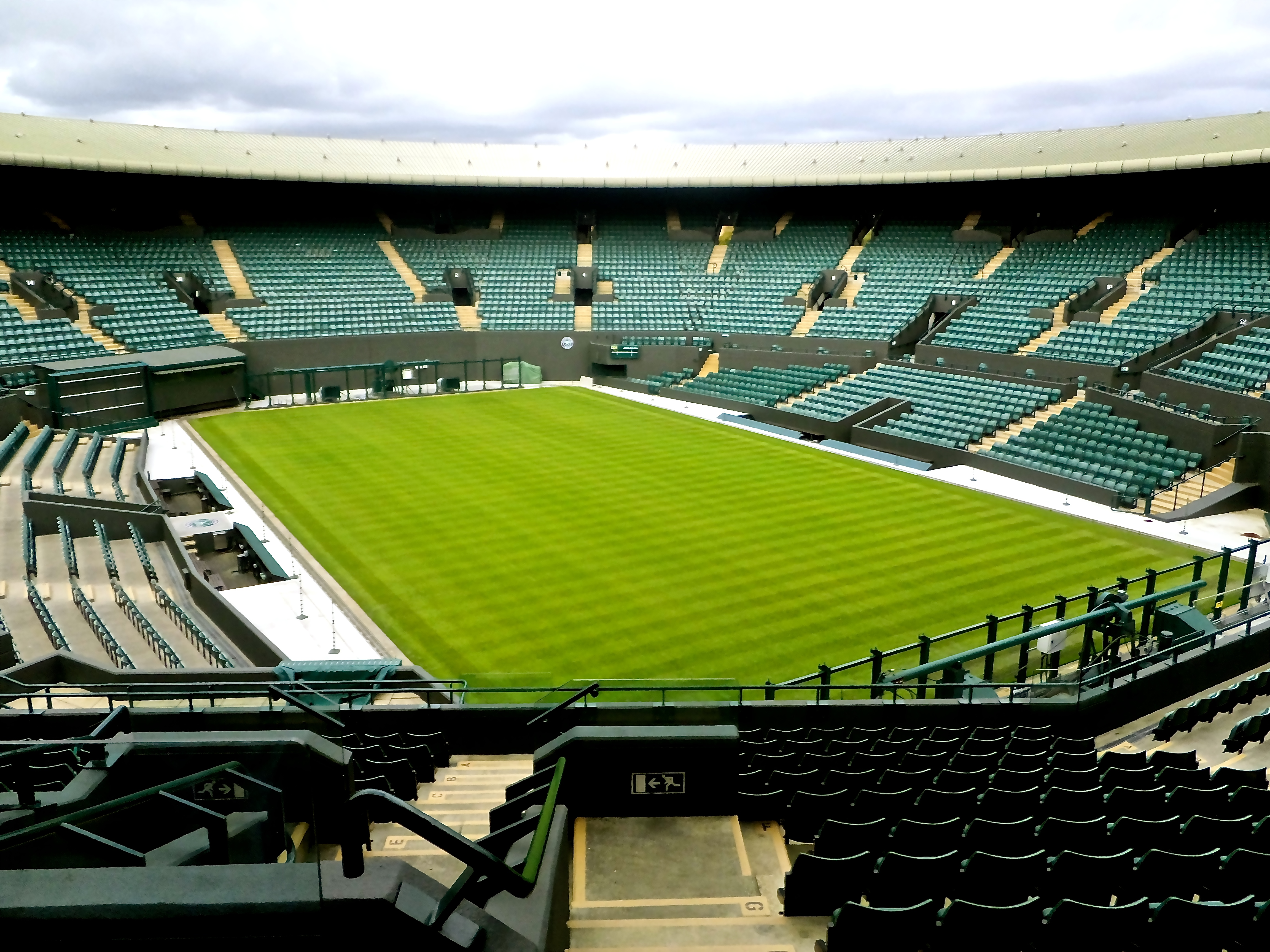
比賽在全英俱樂部的中央球場舉行。

儘管在第二盤開局階段遇到了小小麻煩，但喬科維奇在第三局破掉了費德勒的發球局，並將這一優勢保持到了盤末階段。雖然第10局費德勒拿到一個關鍵的破發點，但喬科維奇還是保發之後贏下第二盤。而費德勒在第三局被破發，也是他本次溫布頓錦標賽以來第二個被對手破發的發球局。第三盤，雙方都給對手送出破發機會，但兩位球員都沒有把握。比賽再次被拖進搶7決勝。喬科維奇在搶7階段以小分6-4率先拿到盤點，最終費德勒以切球出界交出勝利。三盤過後，喬科維奇大比分以2-1領先費德勒。兩人的表現都非常具有水準，雙方在非受迫性失誤方面都控制得比較好，但都打出一定數量的制勝分。另外，前三盤比賽，喬科維奇的發球表現非常優秀，發球局保發非常順利。
第四盤，喬科維奇開局就確立了3-1的領先優勢，雖然中途費德勒反破成功，但費德勒浪費將比分追平的機會，自己的發球局再次被喬科維奇破發之後，比分來到4-2。喬科維奇保發之後比分來到5-2，費德勒同樣保發後將比分追至5-3。勝利在望的喬科維奇出現波動，沒有把握發球勝賽局遭到費德勒破發，隨後比賽被費德勒追平至5-5。喬科維奇曾在第10局中拿到一個冠軍點，但被費德勒以ace化解。原本該球被線審喊出界，但經過鷹眼挑戰之後顯示該球為壓線好球。情緒受到影響的喬科維奇隨後連輸2局，以5-7輸掉第四盤，比賽被拖進長盤決勝 。這也是繼2009年之後又一場打滿5盤的決賽。
決勝盤的比賽由喬科維奇率先發球，比分來到3-3。費德勒原本有機會拿到破發點，但在多拍對攻之後回球出現失誤，喬科維奇有驚無險保發至4-3。第7局，喬科維奇以15-40拿到兩個破發點，但都被費德勒以發球直得化解，比分被追平至4-4。第9局為喬科維奇的發球局，在比分進行到15-30落後的情況下，對手費德勒原本能拿到連續兩個破發點，但費德勒卻在分數必得的高壓擊球中出現擊球觸網的失誤，比分被喬科維奇追至30-30。喬科維奇保發之後比分來到5-4。壓力劇增的費德勒在第10局表現失準，在這幾分之中聯繫出現擊球出界和回球下網等失誤。最終費德勒在最後一分回球下網，喬科維奇以6-4贏得決勝盤，總比分以3-2擊敗費德勒。

### 官方組織
本場比賽的主裁為詹姆斯·基奧薩馮(James Keothavong)，為WTA已退役英國球手安妮·基奧薩馮(Anne Keothavong)的弟弟。這也是他本人第一次執掌大滿貫男子單打決賽。

## 各界反應

### 當事人
這場比賽耗時3小時56分鐘，但卻打了5盤，比起以往打滿5盤的大滿貫賽事用時偏短，顯示了雙方打球的節奏偏快，由於在草地球場上進行，因此雙方在全場比賽中的發球節奏都比較快。雙方都運用了各自不同的策略打出多變的球路。很多得分都以ace球的方式奪得，另外一部分出現多拍相持的情況，而出現多拍相持的情況時，球往往落在底線附近。在必要時候，雙方在防守方面的竭盡所能，因此一些多拍回合能達到20拍左右。另外，雙方在失誤控制方面表現的非常出色，喬科維奇在第三盤有30分鐘時間沒有犯一個失誤。
兩位球員在這場比賽都表現出了最佳水準，整場比賽費德勒打出46個制勝分，而喬科維奇則打出41個。但非受迫性失誤方面，費德勒只有29個，喬科維奇則更少只有27個。因此賽後喬科維奇形容這場比賽他職業生涯中表現得最好的一場大滿貫決賽。
費德勒打的非常好，至少我認為是處在一個非常高水準的狀態。他向人們展示了為何他是最偉大的冠軍。他展現出了每分必爭的精神，每當他落後的時候，他總是表現得那麼沉著冷靜。很誠摯地說，這是我打過的質量最高的大滿貫決賽，我曾經在2012年的澳網創造了網球史最長用時的大滿貫決賽，但從比賽質量上來講，這場是最好的比賽，也是我打過的最特別的一場大滿貫決賽。
 — 諾瓦克·喬科維奇， 2014 溫布頓錦標賽冠軍
費德勒則認為，他很榮幸能成為締造偉大賽事的參與者。他提到再次打入溫布頓決賽對他來說是特別的，也期待未來能完成更多的壯舉。
這是一場偉大的比賽，我很榮幸能參與其中。不管輸贏，能在溫布頓打入決賽對我來說總是意味著很多，你會記得，今天這場比賽充滿了戲劇性。我很開心全場比賽我用了我想要的方式去呈現，這是一場上佳的比賽，對雙方來說都很圓滿。很顯然我們都享受其中，我的意思是，他（喬科維奇）比我更開心，但總體來說我同樣感到很開心。
 — 羅傑·費德勒， 2014 溫布頓錦標賽亞軍

### 網壇名宿
除了比賽雙方的參與者對這場比賽給出各自的點評之外，已經退役的網壇名宿也給出了自己的看法。負責播報本場決賽的英國BBC主播吉米·康諾斯描述，這場比賽已經超越網球本身，是他見過的從開始第一分到最後一分都表現的非常好的一場比賽。他表示，唯一讓人失望的是這場比賽終會有一個結果。
我愛這場比賽，因為他們表現出來的不僅僅是網球。四個小時的比賽過中沒有人有絲毫的讓步。有時候達到五盤的比賽未出現沉悶的情況，但今天的比賽我沒有看到絲毫沉悶的情景。兩位球員的使出渾身解數，從開始到最後都打得非常具有進攻性。誠如過去的那些天你總會說：「我很開心來到這裡，就是為了見證這偉大的一刻。」
 — 吉米·康諾斯， BBC賽事主播

## 比賽數據詳情
| 分類               | 喬科維奇      | 費德勒        |
| ------------------ | ------------- | ------------- |
| 一發成功率%        | 108/174 = 62% | 133/192 = 69% |
| 一發得分率         | 79/108 = 73%  | 102/133 = 77% |
| 二發得分率         | 43/66 = 65%   | 26/ 59 = 44%  |
| Ace球              | 13            | 29            |
| 雙發失誤           | 3             | 5             |
| 制勝分             | 68            | 75            |
| 非受迫性失誤       | 27            | 29            |
| 制勝分與非受迫相抵 | +41           | +46           |
| 破發成功率         | 4/15 = 27%    | 3/7 = 43%     |
| 接發得分率         | 64/192 = 33%  | 52/174 = 30%  |
| 總得分             | 186           | 180           |

資料來源

## 比賽結果對球員的影響
由於比賽無論結果最終如何，都將對兩位球員產生實質性的結果。因此在開打之前便受到了媒體的廣泛關注。

### 喬科維奇
喬科維奇在獲得這場比賽之前，他的世界排名排在世界第二，由於2013年溫布頓錦標賽喬科維奇獲得亞軍，因此只有獲得冠軍才能重登世界第一。所以獲得這個冠軍對喬科維奇來說至關重要。首先，他可以取代納達爾職業生涯第三次登上世界第一，其次，在過去兩年打入的大滿貫決賽中，均以失敗收場，贏得了本場比賽的勝利之後，喬科維奇的大滿貫決賽勝率也重新回到50%。而奪得第七座大滿貫冠軍，也讓他的大滿貫冠軍數量排在史上第八位，追平了約翰·麥肯羅和馬茨·維蘭德。另外，奪冠之後，喬科維奇在溫網的成績達到45勝8負，勝率僅次於他在澳洲網球公開賽的表現，也讓他連續四年都有大滿貫冠軍入賬。

## 各項紀錄
- 本場比賽是自2009年美網以來第一場沒有安迪·穆雷和拉斐爾·納達爾參與的大滿貫決賽[23]
- 在溫網決賽擊敗費德勒之後，喬科維奇成為繼納達爾和胡安·馬丁·德爾波特羅之後，第三位在大滿貫決賽擊敗費德勒的人。同時也是繼納達爾之後第二位在溫布頓決賽擊敗費德勒的人[23]。
- 本場決賽是費德勒職業生涯第九次溫布頓決賽，在打入決賽之前，費德勒在前六場比賽只輸掉兩盤，其餘場次均以3比0比分晉級。

## 外部連結
- 賽事報道 溫布頓官方網站
- 比賽數據 溫布頓官方網站